# Cecilia & Lawrence
Cecilia & Lawrence (白聖女と黒牧師 (Bạch Thánh Nữ và Hắc Mục Sư) Shiro Seijo to Kuro Bokushi) là một series manga Nhật Bản được viết và minh họa bởi Kazutake Hazano. Bộ manga được đăng dài kỳ trên Shonen Magazine R của Kodansha dưới hình thức tạp chí online từ tháng 4 năm 2017 đén tháng 1 năm 2023. Sau đó bộ truyện được chuyển qua trang web Monthly Maga Kichi, các chương của series được gom lại thành 12 tập tankōbon vào tháng 12 năm 2022. Bản chuyển thể anime được sản xuất bởi Doga Kobo và phát sóng vào tháng 7 đến tháng 9 năm 2023.

## Nhân vật
Cecilia (セシリア Seshiria)
Lồng tiếng bởi: Sawada Hime
Nhân vật chính. Một vị thánh nữ tình cờ đến thị trấn của Lawrence. Cô ấy sống cùng nhà thờ với Lawrence và dẫn những người đến thăm nhà thờ, được người dân thị trấn cũng như trẻ em ngưỡng mộ.
Lawrence (ローレンス Rōrensu)
Lồng tiếng bởi: Ishikawa Kaito
Một mục sư điều hành một nhà thờ nông thôn. Anh tốt nghiệp chủng viện và trở thành mục sư. Là một người nghiêm túc và lịch sự, nhưng cực kỳ vô cảm trước những ân huệ dành cho mình. Anh được Cecilia gọi một cách thân thiện với cái tên Lawren (ローレン Rōren).
Abel (アベル Aberu)
Lồng tiếng bởi: Ishiya Haruki
Một người bạn của Lawrence từ những ngày còn ở trường dòng. Anh là mục sư tại một nhà thờ ở thị trấn phía tây.
Hazelita Aldridge (ヘーゼリッタ オルドリッジ Hēzeritta Orudorijji)
Lồng tiếng bởi: Nakamura Kanna
Một cô gái xuất thân từ một gia đình danh giá sống ở thị trấn phía tây đến nhà thờ của Lawrence để kéo gia sư Abel của mình.
Mel (メル Meru)
Lồng tiếng bởi: Tomatsu Haruka
Một thầy bói trong thị trấn. Cô đã sống ở thị trấn này trong một thời gian dài và đôi khi đưa ra lời khuyên cho Lawrence. Người đến xem bói cũng không nhiều nhưng bói thường đúng.
Gieselbert Aldridge (ギーゼルベルト オルドリッジ Gīzeruberuto Orudorijji)
Lồng tiếng bởi: Maeno Tomoaki
Anh trai của Hazelita. Là một siscon cưng chiều em gái của mình.
Frederica (フレデリカ Furederika)
Lồng tiếng bởi: Ueda Reina
Một vị thánh được mệnh danh là "Thánh nữ của lòng thương xót" do nổi tiếng về việc an ủi những người bị bệnh hoặc bị thương. Nhân vật có liên quan sâu sắc đến quá khứ của anh em nhà Aldridge.

## Truyền thông
Được viết và minh họa bởi Kazutake Hazano, Shiro Seijo to Kuro Bokushi bắt đầu được đăng dài kỳ trong tạp chí online Shōnen Magazine R của Kodansha vào ngày 20 tháng 4 2017.Vào ngày 20 tháng 1 năm 2023, loạt truyện được chuyển qua trang web Monthly Maga Kichi sau sự giải tán của Shōnen Magazine R. Cho đến tháng 5 năm 2023, 12 tập tankōbon đã được phát hành. Tại Bắc Mĩ, Kodansha USA đã cấp phép cho bộ truyện cho ấn phẩm kỹ thuật số bằng tiếng Anh. Tại Việt Nam, bộ truyện được Nhà xuất bản Kim Đồng mua bản quyền và phát hành với tựa đề Cecilia & Lawrence, 2 tập đầu tiên được phát hành vào ngày 11 tháng 8 năm 2023.

### Danh sách các tập
| #                                                                                            | Phát hành tiếng Nhật | Phát hành tiếng Nhật | Phát hành tiếng Việt | Phát hành tiếng Việt |
| #                                                                                            | Ngày phát hành       | ISBN                 | Ngày phát hành       | ISBN                 |
| -------------------------------------------------------------------------------------------- | -------------------- | -------------------- | -------------------- | -------------------- |
| 1                                                                                            | 15 tháng 12 năm 2017 | 978-4-06-510598-6    | 11 tháng 8 năm 2023  | 978-604-2-33186-9    |
| 2                                                                                            | 15 tháng 6 năm 2018  | 978-4-06-511598-5    | 11 tháng 8 năm 2023  | 978-604-2-33187-6    |
| 3                                                                                            | 17 tháng 12 năm 2018 | 978-4-06-513827-4    | 20 tháng 11 năm 2023 | 978-604-2-33309-2    |
| 4                                                                                            | 17 tháng 6 năm 2019  | 978-4-06-515948-4    | 20 tháng 11 năm 2023 | 978-604-2-33310-8    |
| 5                                                                                            | 17 tháng 12 năm 2019 | 978-4-06-518029-7    | 23 tháng 2 năm 2024  | 978-604-2-34036-6    |
| 6                                                                                            | 17 tháng 6 năm 2020  | 978-4-06-519980-0    | 23 tháng 2 năm 2024  | 978-604-2-34037-3    |
| 7                                                                                            | 17 tháng 12 năm 2020 | 978-4-06-521785-6    | 31 tháng 5 năm 2024  | 978-604-2-34069-4    |
| 8                                                                                            | 17 tháng 6 năm 2021  | 978-4-06-523226-2    | 31 tháng 5 năm 2024  | 978-604-2-34070-0    |
| 9                                                                                            | 16 tháng 12 năm 2021 | 978-4-06-525795-1    |                      |                      |
| 10                                                                                           | 16 tháng 6 năm 2022  | 978-4-06-527773-7    |                      |                      |
| 11                                                                                           | 15 tháng 12 năm 2022 | 978-4-06-529747-6    |                      |                      |
| 12                                                                                           | 17 tháng 5 năm 2023  | 978-4-06-531391-6    |                      |                      |
| 13                                                                                           | 16 tháng 2 năm 2024  | 978-4-06-533417-1    |                      |                      |
| Mã ISBN tiếng Việt được lấy từ Cục Xuất bản, In và Phát hành - Bộ thông tin và truyền thông. |                      |                      |                      |                      |

### Anime
Bản chuyển thể anime được thông báo vào tháng 6 năm 2022. Nó được sản xuất bởi Doga Kobo với Noro Sumie là đạo diễn, kịch bản bởi Yamada Yuka, thiết kế nhân vật bởi Nakagawa Hiromi, và soạn nhạc bởi Kawada Ruka. Loạt phim ban đầu được lên kế hoạch vào tháng 4 năm 2023, nhưng sau đó bị hoãn vì đại dịch COVID-19 ảnh hưởng tới việc sản xuất. Loạt phim chuẩn bị lên sóng vào ngày 13 tháng 7 năm 2023 trên Tokyo MX và các nền tảng khác. Bài hát mở đầu là "Koi Sekai" (コイセカイ) của ClariS, trong khi bài hát kết thúc là "Toko Siesta" (トコシエスタ) của Sasanomaly. Crunchyroll được cấp phép cho loạt phim. Aniplus Asia cấp phép cho loạt phim tại Đông Nam Á.

#### Danh sách tập phim
| TT. | Tiêu đề                                                                         | Đạo diễn                                       | Biên kịch          | Kịch bản                           | Ngày phát hành gốc  |
| --- | ------------------------------------------------------------------------------- | ---------------------------------------------- | ------------------ | ---------------------------------- | ------------------- |
| 1   | Chuyển ngữ: "Futari no Kankei" (tiếng Nhật: ふたりの関係)                       | Noro Sumie                                     | Yamada Yuka        | Noro Sumie                         | 13 tháng 7 năm 2023 |
| 2   | Chuyển ngữ: "Futari no Mamoru Mono" (tiếng Nhật: ふたりの守るもの)              | Yoshikawa Hiroaki Takeuchi Takashi             | Yamada Yuka        | Yoshikawa Hiroaki Takeuchi Takashi | 20 tháng 7 năm 2023 |
| 3   | Chuyển ngữ: "Rōrensu no Kigakari" (tiếng Nhật: ローレンスの気がかり)            | Kamitsubo Ryouki                               | Tsuchiya Michihiro | Kamitsubo Ryouki                   | 27 tháng 7 năm 2023 |
| 4   | Chuyển ngữ: "Seijo to Yobareru Mono" (tiếng Nhật: 聖女と呼ばれるもの)           | Haraguchi Hiroshi                              | Yamada Yuka        | Haraguchi Hiroshi                  | 3 tháng 8 năm 2023  |
| 5   | Chuyển ngữ: "Hajimete no Shucchō" (tiếng Nhật: はじめての出張)                  | Morita Geisei Noro Sumie                       | Tsuchiya Michihiro | Itō Ryōta                          | 10 tháng 8 năm 2023 |
| 6   | Chuyển ngữ: "Aberu to Hēzeritta" (tiếng Nhật: アベルとヘーゼリッタ)             | Uchinomiya Kōki                                | Yamada Yuka        | Uchinomiya Kōki                    | 17 tháng 8 năm 2023 |
| 7   | Chuyển ngữ: "Seshiria no Nayamigoto" (tiếng Nhật: セシリアのなやみごと)         | Kamitsubo Ryouki                               | Tsuchiya Michihiro | Kamitsubo Ryouki                   | 24 tháng 8 năm 2023 |
| 8   | Chuyển ngữ: "Furederika no Nokoshita Mono" (tiếng Nhật: フレデリカの遺したもの) | Haraguchi Hiroshi Kim Sung Min                 | Yamada Yuka        | Haraguchi Hiroshi                  | 31 tháng 8 năm 2023 |
| 9   | Chuyển ngữ: "Seijo no Kago" (tiếng Nhật: 聖女の加護)                            | Hashimoto Hiroyuki                             | Tsuchiya Michihiro | Hashimoto Hiroyuki                 | 7 tháng 9 năm 2023  |
| 10  | Chuyển ngữ: "Futari no Kimochi" (tiếng Nhật: ふたりの気持ち)                    | Takeuchi Takashi                               | Tsuchiya Michihiro | Yoshikawa Hiroaki                  | 14 tháng 9 năm 2023 |
| 11  | Chuyển ngữ: "Futari no Deai" (tiếng Nhật: ふたりの出会い)                       | Noro Sumie                                     | Tsuchiya Michihiro | Noro Sumie                         | 21 tháng 9 năm 2023 |
| 12  | Chuyển ngữ: "Futari no Katachi" (tiếng Nhật: ふたりのかたち)                    | Noro Sumie, Uchinomiya Kōki, Haraguchi Hiroshi | Yamada Yuka        | Masako Satō                        | 28 tháng 9 năm 2023 |

## Đón nhận
Đánh giá về tập đầu tiên của manga, Rebecca Silverman từ Anime News Network đánh giá tích cực về nét vẽ của nó, nhưng có cảm xúc lẫn lộn, đánh giá cốt truyện "đôi khi hài hước và ngọt ngào", đồng thời chỉ trích sự thiếu căng thẳng
.